# Brainly
Brainly é uma empresa de tecnologia educacional localizada em Cracóvia, Polônia, que gera um grupo de redes sociais de aprendizagem para estudantes e educadores. Está disponível em 13 versões linguísticas que são visitadas por mais de 40 milhões de usuários únicos mensais de mais de 35 países do mundo. A primeira versão do grupo foi lançada em 2009 na Polônia sob o nome Zadane.pl. O sistema da plataforma é baseado em elementos de gamificação, como por exemplo pontos que permitem os usuários fazerem e responder perguntas de matérias escolares. O objetivo do Brainly é promover a aprendizagem colaborativa online aproveitando as novas tecnologias.

## Sobre o Brainly
Brainly é um grupo de plataformas de aprendizagem colaborativa que utiliza as características de uma rede social para conectar os usuários que têm a intenção de compartilhar seus conhecimentos com uma comunidade online. A plataforma brasileira é dedicada aos alunos do ensino fundamental, médio e superior assim como aos professores, pais e outros educadores. Cada versão do Brainly é uma página da web de perguntas e respostas, gratuita e adaptada a cada um dos países onde opera. O objetivo da plataforma é inspirar os estudantes a aprender e explorar conhecimento em uma rede online gratuita e colaborativa onde os alunos podem buscar ajuda com as lições de casa, trabalhos escolares ou com a preparação para provas, exames, olímpiadas e concursos. Os usuários podem solicitar ajuda com os seus deveres ou dúvidas e ao mesmo tempo tirar as dúvidas de outros alunos. Desde sua fundação, Brainly lançou 13 versões que são visitadas por mais de 40 milhões de usuários únicos por mês. Brainly pode ser utilizado como uma página da web no desktop e como aplicativo para iOS e Android

## História
Zadane.pl Sp. z o.o., a empresa por trás do Grupo Brainly, foi fundada em 2009 na Polônia por Michal Borkowski (o atual CEO), Tomasz Kraus e Łukasz Haluch. O primeiro marco milionário - um milhão de usuários únicos mensais - foi atingido seis meses após o lançamento do site. Em 2010, já dois milhões de usuários visitaram a plataforma. Em janeiro de 2011, a empresa lançou uma nova versão - Znanija.com - o primeiro projeto internacional, dedicado a falantes de russo, que agora é a maior plataforma do grupo. Depois disso, o grupo criou mais versões como por exemplo: Eodev.com (Turquia), Misdeberes.es agora conhecido como Brainly.lat (para falantes de espanhol) e Brainly.com.br (Brasil) lançada em novembro de 2012. Em dezembro de 2013 mais sete versões foram criadas: Brainly.com (inglês), Brainly.co.id (Indonésia), Brainly.in (India), Brainly.ph (Filipinas), Brainly-thailand.com (Tailândia), Brainly.ro (Romênia) e Brainly.it (Itália). No momento a empresa tem cerca de oitenta empregados. Inicialmente, o Brainly foi financiado pelos co-fundadores e em 2012 o grupo levantou fundos através da Point Nine Capital e Business Angels. Em outubro de 2014 a empresa anunciou uma nova rodada de financiamento da General Catalyst Partners, Runa Capital e outras empresas de capital de risco. O valor total do investimento foi de nove milhões de dólares e permitiu um maior desenvolvimento do produto e a abertura de um escritório em Nova York, Estados Unidos.
Em 2020, a empresa passou por um alto crescimento de popularidade, principalmente por conta da pandemia de COVID-19, passando de 150 milhões de usuários em 2019 para cerca de 350 milhões até novembro de 2020.

## Plataforma

### Informações gerais
Brainly é uma plataforma de perguntas e respostas para estudantes que precisam de ajuda com as lições de casa e outras atividades escolares. Os usuários fazem suas perguntas à comunidade e recebem ajuda em forma de respostas com explicações. Cada pergunta e resposta pode ser comentada, avaliada ou denunciada. Os usuários também podem agradecer pela ajuda clicando no botão “Obrigado”. Quando a resposta é denunciada, os moderadores voluntários (estudantes, pais, professores) são automaticamente informados para verificarem o conteúdo Todas as perguntas são divididas por matérias e 3 níveis escolares (ensino fundamental, médio e superior).

### Gamificação
O sistema do Brainly é baseado em elementos de gamificação, como por exemplo pontos, cujos objetivo é criar um ciclo natural de ajuda mútua. No momento de cadastro, cada usuário recebe uma certa quantidade de pontos para poder tirar suas dúvidas escolares. Os pontos são obtidos principalmente ao ajudar outros usuários respondendo às perguntas, porém existem certas atividades na plataforma que permitem ao usuário ganhar pontos adicionais. Cada resposta recebe metade de pontos utilizados pela pessoa que formulou a pergunta. O autor da pergunta tem a possibilidade de escolher uma das respostas como a melhor e assim premiar o autor da melhor explicação com pontos extra. A plataforma também exibe rankings (diário, semanal, mensal e trimestral) dos usuários com o maior número de pontos obtidos por meio de respostas.

### Interações na comunidade
As interações sociais entre os usuários concentram-se em alguns dos recursos da plataforma - bate-papo (mensagem privada) e seção de comentários abaixo das perguntas. Enquanto o primeiro recurso é utilizado para conversas privadas entre os usuários, o último permite aos usuários colaborarem nas tarefas escolares, tirar as dúvidas e ter interações sociais dentro da comunidade.

## Categoria de Usuários
- Principiante – 0 pontos
- Aprendiz – 70 pontos
- Estrela Ascendente – 85 pontos
- Aluno – 100 pontos
- Ambicioso – 250 pontos
- Muito bom – 500 pontos
- Excelente – 1000 pontos
- Especialista – 3000 pontos
- Gênio – 15000 pontos
- Ótimo – 75000 pontos
- Crânio – 100000 pontos
- Sábio – 200000 pontos
- Incrível – 300000 pontos